# Unione Polisportiva Comunale Graphistudio Tavagnacco 2009-2010
Questa voce raccoglie le informazioni riguardanti l'Unione Polisportiva Comunale Graphistudio Tavagnacco nelle competizioni ufficiali della stagione 2009-2010.

## Divise e sponsor
La tenuta di gioco riproponeva lo schema già utilizzato nella precedente stagione, con completo azzurro tranne che nella maglia con una fascia trasversale gialla. Lo sponsor principale era Graphistudio, affiancato da arteni, mentre il fornitore delle tenute era Virma.
|  | 1ª divisa |

## Organigramma societario
Dati estratti dal sito Football.it
Area amministrativa
- Presidente: Vincenzo Picheo
- Vice Presidente: Patrizia Mansutti
- Direttore Sportivo: Glauco Di Benedetto
- Segretario Generale: Paolo Foschiani
- Addetto stampa: Marco Piva
- Team Manager: Laura Minisini

Area tecnica
- Allenatore: Edoardo Bearzi
- Allenatore portieri: Gianni Panfili
- Allenatore Primavera: Andrea Tarzariol

## Rosa

### Serie A
| N. |                   | Ruolo | Calciatrice        |
| -- | ----------------- | ----- | ------------------ |
|    | Italia (bandiera) | P     | Alice Bonassi      |
|    | Italia (bandiera) | P     | Chiara Marchitelli |
|    | Italia (bandiera) | P     | Cristina Marcutti  |
|    | Italia (bandiera) | P     | Gloria Pellegrini  |
|    | Italia (bandiera) | D     | Giulia Basso       |
|    | Italia (bandiera) | D     | Nenè Nhaga Bissoli |
|    | Italia (bandiera) | D     | Stefania Donà      |
|    | Italia (bandiera) | D     | Michela Martinelli |
|    | Italia (bandiera) | D     | Alessandra Miconi  |
|    | Italia (bandiera) | D     | Michela Rodella    |
|    | Italia (bandiera) | D     | Veronica Vinazza   |
|    | Italia (bandiera) | C     | Alice Broili       |
|    | Italia (bandiera) | C     | Elisa Camporese    |

| N. |                   | Ruolo | Calciatrice       |
| -- | ----------------- | ----- | ----------------- |
|    | Italia (bandiera) | C     | Selena Chiapolino |
|    | Italia (bandiera) | C     | Sara Di Filippo   |
|    | Canada (bandiera) | C     | Carmelina Moscato |
|    | Italia (bandiera) | C     | Elena Stabile     |
|    | Italia (bandiera) | C     | Laura Tommasella  |
|    | Italia (bandiera) | C     | Luisa Usenich     |
|    | Italia (bandiera) | C     | Tatiana Zorri     |
|    | Italia (bandiera) | A     | Tatiana Bonetti   |
|    | Italia (bandiera) | A     | Paola Brumana     |
|    | Italia (bandiera) | A     | Ilaria Mauro      |
|    | Italia (bandiera) | A     | Alice Zitter      |
|    | Italia (bandiera) | A     | Maria Zuliani     |

## Calciomercato

### Sessione estiva
| Acquisti | Acquisti           | Acquisti               | Acquisti   |
| R.       | Nome               | da                     | Modalità   |
| -------- | ------------------ | ---------------------- | ---------- |
| P        | Chiara Marchitelli | Roma CF                | definitivo |
| P        | Gloria Pellegrini  | ???                    | definitivo |
| C        | Alice Broili       | Trasaghis              | definitivo |
| C        | Selena Chiapolino  | Pordenone              | definitivo |
| C        | Carmelina Moscato  | Vancouver Whitecaps FC | definitivo |
| A        | Tatiana Bonetti    | Riozzese               | definitivo |

| Cessioni | Cessioni           | Cessioni        | Cessioni   |
| R.       | Nome               | a               | Modalità   |
| -------- | ------------------ | --------------- | ---------- |
| D        | Sara Gama          | Chiasiellis     | definitivo |
| D        | Giuditta Schiavo   | Pordenone       | definitivo |
| C        | Anja Milenkovič    | Austria Kärnten | definitivo |
| C        | Francesca Pividori | Pordenone       | definitivo |
| C        | Silvia Sedonati    | Chiasiellis     | definitivo |
| A        | Carlotta Moretto   | Pordenone       | definitivo |

## Risultati

### Serie A

#### Girone di andata
| Arbitro: | Daniele Alfarè (Mestre) |

|  |           |                         |
|  | Marcatori | 30’ Brumana 59’ Moscato |

| Arbitro: | Andrea Giuseppe Zanonato (Vicenza) |

|                         |           |           |
| Rodella 19’ Bonetti 92’ | Marcatori | 88’ Turra |

| Arbitro: | Armando Gentile (Lodi) |

|  |           |                            |
|  | Marcatori | 31’ Brumana 36’, 50’ Mauro |

| Arbitro: | Marco Cigana (Pordenone) |

|                        |           |           |
| Brumana 9’ (rig.), 80’ | Marcatori | 42’ Ricco |

| Arbitro: | Federico Fossanova (Milano) |

|            |           |                           |
| Ramera 76’ | Marcatori | 19’ Camporese 48’ Brumana |

| Arbitro: | Mario Archidiacono (Trieste) |

|                  |           |                 |
| Brumana 40’, 75’ | Marcatori | 60’ (rig.) Boni |

| Arbitro: | Fabrizio Marchetti (Tolmezzo) |

|                                          |           |  |
| Brumana 33’ Camporese 47’ Mauro 75’, 89’ | Marcatori |  |

| Arbitro: | Gabriele Bellanca (Genova) |

|            |           |  |
| Sodini 52’ | Marcatori |  |

| Arbitro: | Matteo Michieli (Padova) |

|           |           |              |
| Mauro 65’ | Marcatori | 78’ Iannella |

| Arbitro: | Riccardo Campana (Seregno) |

|  |           |                         |
|  | Marcatori | 60’ Camporese 65’ Mauro |

#### Girone di ritorno
| Arbitro: | Andrea Timpani (Roma 2) |

|                |           |  |
| Mauro 40’, 59’ | Marcatori |  |

| Mestre 20 febbraio 2010, ore 14:30 CET 14ª giornata | Venezia 1984                           | 0 – 0 referto | Graphistudio Tavagnacco | Stadio Francesco Baracca\| Arbitro: \| Matteo Ravanello (Castelfranco Veneto) \| |
| Arbitro:                                            | Matteo Ravanello (Castelfranco Veneto) |               |                         |                                                                                  |

| Arbitro: | Enrico Zanolla (Belluno) |

|             |           |                   |
| Brumana 30’ | Marcatori | 56’, 79’ Sabatino |

| Arbitro: | Federico Fossanova (Milano) |

|          |           |                                                                         |
| Vinci 1’ | Marcatori | 12’ (rig.), 28’, 56’ (rig.) Brumana 46’ Camporese 72’ Bonetti 80’ Mauro |

| Arbitro: | Fabrizio Marchetti (Tolmezzo) |

|                              |           |  |
| Bonetti 31’, 91’ Brumana 33’ | Marcatori |  |

| Arbitro: | Michele Volpato (Merano) |

|                                     |           |            |
| Girelli 3’ Gabbiadini 40’ Rocha 93’ | Marcatori | 9’ Bonetti |

| Arbitro: | Francesco Guccini (Albano Laziale) |

|                                  |           |                                               |
| Ricciardi 14’ Caramia 80’ (rig.) | Marcatori | 45’ Mauro 50’, 68’ (rig.) Brumana 83’ Zuliani |

| Arbitro: | Andrea Xausa (Portogruaro) |

|                |           |  |
| Di Filippo 86’ | Marcatori |  |

| Arbitro: | Paolo Antinori (Roma 1) |

|            |           |             |
| Panico 11’ | Marcatori | 54’ Brumana |

| Arbitro: | Marco Cigana (Pordenone) |

|                                                        |           |  |
| Camporese 9’, 31’, 60’ Brumana 24’, 43’, 80’ Zorri 73’ | Marcatori |  |

### Coppa Italia

#### Terza fase
| 18 ottobre 2009, ore 15:00 CEST | Vicenza | 0 – 11 | Graphistudio Tavagnacco |  |

#### Quarta fase
| Tavagnacco 6 marzo 2010, ore 15:00 CET | Graphistudio Tavagnacco | 2 – 0 | Torino | Stadio Comunale |

#### Fase finale
Triangolare 2
| Arbitro: | Giovanni Luciano (Lamezia Terme) |

|                                                      |           |             |
| Zorri 6’, 75’ Mauro 22’ Brumana 32’, 50’ Bonetti 65’ | Marcatori | 53’ Coletta |

| Arbitro: | Alessandro D'Annibale (Marsala) |

|  |           |              |
|  | Marcatori | 14’ Sabatino |

## Statistiche

### Statistiche di squadra
| Competizione | Punti | In casa | In casa | In casa | In casa | In casa | In casa | In trasferta | In trasferta | In trasferta | In trasferta | In trasferta | In trasferta | Totale | Totale | Totale | Totale | Totale | Totale | DR  |
| Competizione | Punti | G       | V       | N       | P       | Gf      | Gs      | G            | V            | N            | P            | Gf           | Gs           | G      | V      | N      | P      | Gf     | Gs     | DR  |
| ------------ | ----- | ------- | ------- | ------- | ------- | ------- | ------- | ------------ | ------------ | ------------ | ------------ | ------------ | ------------ | ------ | ------ | ------ | ------ | ------ | ------ | --- |
| Serie A      | 51    | 11      | 9       | 1       | 1       | 28      | 6       | 11           | 7            | 2            | 2            | 25           | 10           | 22     | 16     | 3      | 3      | 53     | 16     | +37 |
| Coppa Italia | -     | -       | -       | -       | -       | -       | -       | -            | -            | -            | -            | -            | -            | 4      | 3      | 0      | 1      | 19     | 2      | +17 |
| Totale       | -     | -       | -       | -       | -       | -       | -       | -            | -            | -            | -            | -            | -            | 26     | 19     | 3      | 4      | 72     | 18     | +54 |

### Statistiche delle giocatrici
| Giocatore      | Serie A  | Serie A | Serie A     | Serie A    | Coppa Italia | Coppa Italia | Coppa Italia | Coppa Italia | Totale   | Totale | Totale      | Totale     |
| Giocatore      | Presenze | Reti    | Ammonizioni | Espulsioni | Presenze     | Reti         | Ammonizioni  | Espulsioni   | Presenze | Reti   | Ammonizioni | Espulsioni |
| -------------- | -------- | ------- | ----------- | ---------- | ------------ | ------------ | ------------ | ------------ | -------- | ------ | ----------- | ---------- |
| G. Basso       | 0        | 0       | 0           | 0          | ?            | ?            | ?            | ?            | 0+       | 0+     | 0+          | 0+         |
| N. N. Bissoli  | 20       | 0       | 4           | 1          | ?            | ?            | ?            | ?            | 20+      | 0+     | 4+          | 1+         |
| A. Bonassi     | 1        | -1      | 0           | 0          | ?            | ?            | ?            | ?            | 1+       | -1+    | 0+          | 0+         |
| T. Bonetti     | 21       | 5       | 0           | 0          | ?            | ?            | ?            | ?            | 21+      | 5+     | 0+          | 0+         |
| A. Broili      | 2        | 0       | 0           | 0          | ?            | ?            | ?            | ?            | 2+       | 0+     | 0+          | 0+         |
| P. Brumana     | 22       | 24      | 1           | 0          | ?            | ?            | ?            | ?            | 22+      | 24+    | 1+          | 0+         |
| E. Camporese   | 21       | 8       | 4           | 0          | ?            | ?            | ?            | ?            | 21+      | 8+     | 4+          | 0+         |
| S. Chiapolino  | 0        | 0       | 0           | 0          | ?            | ?            | ?            | ?            | 0+       | 0+     | 0+          | 0+         |
| S. Di Filippo  | 17       | 1       | 2           | 1          | ?            | ?            | ?            | ?            | 17+      | 1+     | 2+          | 1+         |
| S. Donà        | 21       | 0       | 3           | 0          | ?            | ?            | ?            | ?            | 21+      | 0+     | 3+          | 0+         |
| C. Marchitelli | 21       | -15     | 0           | 0          | ?            | ?            | ?            | ?            | 21+      | -15+   | 0+          | 0+         |
| C. Marcutti    | 0        | 0       | 0           | 0          | ?            | ?            | ?            | ?            | 0+       | 0+     | 0+          | 0+         |
| M. Martinelli  | 21       | 0       | 1           | 0          | ?            | ?            | ?            | ?            | 21+      | 0+     | 1+          | 0+         |
| I. Mauro       | 21       | 11      | 0           | 0          | ?            | ?            | ?            | ?            | 21+      | 11+    | 0+          | 0+         |
| A. Miconi      | 0        | 0       | 0           | 0          | ?            | ?            | ?            | ?            | 0+       | 0+     | 0+          | 0+         |
| C. Moscato     | 17       | 1       | 0           | 0          | ?            | ?            | ?            | ?            | 17+      | 1+     | 0+          | 0+         |
| G. Pellegrini  | 0        | 0       | 0           | 0          | ?            | ?            | ?            | ?            | 0+       | 0+     | 0+          | 0+         |
| M. Rodella     | 22       | 1       | 2           | 0          | ?            | ?            | ?            | ?            | 22+      | 1+     | 2+          | 0+         |
| E. Stabile     | 18       | 0       | 0           | 0          | ?            | ?            | ?            | ?            | 18+      | 0+     | 0+          | 0+         |
| L. Tommasella  | 21       | 0       | 1           | 0          | ?            | ?            | ?            | ?            | 21+      | 0+     | 1+          | 0+         |
| L. Usenich     | 1        | 0       | 0           | 0          | ?            | ?            | ?            | ?            | 1+       | 0+     | 0+          | 0+         |
| V. Vinazza     | 0        | 0       | 0           | 0          | ?            | ?            | ?            | ?            | 0+       | 0+     | 0+          | 0+         |
| A. Zitter      | 7        | 0       | 0           | 0          | ?            | ?            | ?            | ?            | 7+       | 0+     | 0+          | 0+         |
| T. Zorri       | 20       | 1       | 3           | 0          | ?            | ?            | ?            | ?            | 20+      | 1+     | 3+          | 0+         |
| M. Zuliani     | 2        | 1       | 0           | 0          | ?            | ?            | ?            | ?            | 2+       | 1+     | 0+          | 0+         |